# Klorin
 Denne artikel omhandler rengøringsproduktet fra Colgate-Palmolive. For grundstoffet der på engelsk kaldes "chlorine", se klor.
Klorin er et kemikalieprodukt til husholdningsbrug, der markedsføres af Colgate-Palmolive. Navnet "Klorin" er et registreret varemærke. På markedet findes en række tilsvarende produkter med samme egenskaber markedsført under andre navne, herunder butikskæders egne private label-produkter.
Klorin består af en opløsning af natriumhypoklorit (NaClO) i vand. På grund af denne ingrediens er Klorin basisk og frigør klor. Klorin anvendes til rengøring, desinfektion og blegning. 
I 2000 frarådede Miljøstyrelsen, at man anvender Klorin og lignende produkter i private husstande, fordi klor skader vandmiljøet og der i private hjem ikke er brug for fuldstændig desinfektion. De anfører, at der findes andre lige så praktisk effektive og mindre miljøskadende midler til brug i private husholdninger. I stedet for at anvende klorholdige produkter anbefaler de, at man anvender miljømærkede rengøringsmidler til rengøring og brintoverilte eller natriumpercarbonat til blegning.